# Eupolyphaga sinensis
Eupolyphaga sinensis är en kackerlacksart som först beskrevs av Walker, F. 1868.  Eupolyphaga sinensis ingår i släktet Eupolyphaga och familjen Polyphagidae. Inga underarter finns listade i Catalogue of Life.